# Waldrade
Pour la reine des Francs, voir Vuldetrade.
Waldrade est une aristocrate carolingienne, maîtresse de Lothaire II de Lotharingie.

## Biographie
Elle est la sœur de Gontier, archevêque de Cologne (en allemand : Gunthar von Köln),, probablement parente d'Eberhard, comte alsacien, et de l'abbé Fulrad. Lothaire II n'ayant pas eu de descendance décide de répudier sa femme Teutberge pour pouvoir l'épouser grâce à des évêques complaisants. Les oncles par alliance de Teutberge, Charles le Chauve — auprès de qui elle s'était réfugiée — et Louis le Germanique, firent appel au pape Nicolas Ier, qui refuse de reconnaître le mariage et excommunie Waldrade en 866, forçant ainsi Lothaire à quitter Waldrade pour reprendre Teutberge.
De ses rapports avec Lothaire sont nés :
- Hugues (ca 855-860 † après 895), duc d'Alsace ;
- Gisèle (ca 860-865 † 907) mariée à Godfried († 885), chef viking et dux en Frise ;
- Berthe (ca 863 † 925), à Théobald, comte d'Arles, puis à Adalbert II, marquis de Toscane ;
- Ermengarde, religieuse à l'abbaye Sainte-Justine de Lucques.